# 第1回国際連合緊急特別総会
第1回国際連合緊急特別総会（だい1かいこくさいれんごうきんきゅうとくべつそうかい、英語：First emergency special session of the United Nations General Assembly）は、第二次中東戦争への対応として1956年11月1日から11月10日まで開かれた国際連合総会の緊急特別会期である。当事国であるイギリス・フランスが拒否権を行使したことで安保理が機能しないため、平和のための結集決議に基づき緊急特別総会が開催され、カナダ代表のレスター・B・ピアソンの提唱により、第一次国際連合緊急軍を編成する総会決議が採択された（賛成57、反対0、棄権19）。

## 背景
エジプトによるイスラエルへの数年にわたる攻撃を経て問題が表面化した。エジプトは1936年のイギリス・エジプト同盟条約を破棄し、イスラエルの航行を制限し、兵器の購入先をチェコスロバキアに変更した。1956年にアメリカ合衆国がエジプトのアスワン・ハイ・ダム事業への資金援助を撤回すると、エジプトによりスエズ運河会社が国有化されることとなった。9月には、安保理において、「スエズ運河の国際的な運営システムを終わらせたエジプト政府の一方的な行動による状況」、「国際平和と安全に危険をもたらし、国際連合憲章の重大な違反である一部の国（特にイギリスとフランス）によるエジプトへの行動」について議論された。
10月、決議118が採択され、安保理はエジプトの主権を尊重し、スエズ運河の運営をあらゆる国の政治から切り離すことを要求したが、採択直後にイスラエルがエジプトに侵攻した。イスラエルに対してエジプトから休戦ラインまで撤退するように要求するアメリカの決議案は侵攻の当事国であるイギリスとフランスの拒否権行使により否決された。10月31日に決議119が採択され、国際平和と安全を維持できなかったことを認め、平和のための結集決議に基づいて、緊急特別総会が招集されることとなった。

## 議長
議長にはチリのルデシンド・オルテガが選出された。
副議長は中華民国、エチオピア、フランス、ルクセンブルク、ソビエト連邦、イギリス、アメリカ合衆国である。

## 決議
| 決議番号         | 採択日         | 本会議・各委員会 | 議題項目 | 投票（賛成/反対/棄権） | 可否 | テーマ                                                                                               |
| ---------------- | -------------- | ---------------- | -------- | ---------------------- | ---- | --- |
| A/RES/997(ES-I)  | 1956年11月2日  | 本会議           | 5        | 64/5/6                 | 成立 | Question considered by the Security Council at its 749th and 750th meetings, held on 30 October 1956 |
| A/RES/998(ES-I)  | 1956年11月4日  | 本会議           | 5        | 57/0/19                | 成立 | Question considered by the Security Council at its 749th and 750th meetings, held on 30 October 1956 |
| A/RES/999(ES-I)  | 1956年11月4日  | 本会議           | 5        | 59/5/12                | 成立 | Question considered by the Security Council at its 749th and 750th meetings, held on 30 October 1956 |
| A/RES/1000(ES-I) | 1956年11月5日  | 本会議           | 5        | 57/0/19                | 成立 | Question considered by the Security Council at its 749th and 750th meetings, held on 30 October 1956 |
| A/RES/1001(ES-I) | 1956年11月10日 | 本会議           | 5        | 64/0/12                | 成立 | Question considered by the Security Council at its 749th and 750th meetings, held on 30 October 1956 |
| A/RES/1002(ES-I) | 1956年11月7日  | 本会議           | 5        | 65/1/10                | 成立 | Question considered by the Security Council at its 749th and 750th meetings, held on 30 October 1956 |
| A/RES/1003(ES-I) | 1956年11月10日 | 本会議           | 5        | 66/0/2                 | 成立 | Question considered by the Security Council at its 749th and 750th meetings, held on 30 October 1956 |